# Australoheros taura
Australoheros taura es una especie de pez que integra el género Australoheros de la familia Cichlidae en el orden de los Perciformes. Habita en el centro-este de América del Sur.

## Distribución geográfica
Este pez habita en el centro-este de América del Sur, siendo endémico del sudeste del Brasil, en la cuenca del alto río das Antas, perteneciente a la cuenca del río Yacuí, dentro del sistema de la laguna de los Patos.   
Habita en arroyos pequeños y poco profundos, de aguas templadas y claras, por lo general con hierbas u otra vegetación baja en sus márgenes. El lecho se compone de rocas, piedras sueltas y arena, con pocos macrófitos.
Ecorregionalmente es un endemismo de la ecorregión de agua dulce  laguna dos Patos.

## Taxonomía y características
Australoheros taura fue descrita para la ciencia en el año 2009, por los ictiólogos Felipe P. Ottoni y M. M. Cheffe.
Etimología
La etimología de su nombre genérico Australoheros deriva de la palabra latina australis en el sentido de 'sur', y el nombre nominal 'héroe', de la tribu Heroini. El término específico proviene de la palabra taura, una expresión idiomática del sur brasileño para referirse a alguien 'valiente' en referencia a su comportamiento territorial y agresivo y el hábitat adverso en el cual habita.